# Sigismond Thalberg
Sigismond Thalberg (Pâquis, 8 de janeiro de 1812 — Posillipo, 27 de abril de 1871) foi um virtuoso pianista e compositor austríaco nascido na Suíça. 

## Biografia
Recebeu as primeiras lições de piano de sua mãe, e em 1826, foi aluno de Ignaz Moscheles. Aos 14 anos, apresentou seu primeiro recital, em Londres. 
A primeira apresentação foi a 17 de maio de 1826 em Londres. Em Viena a 6 de abril de 1827, ele tocou o seu primeiro movimento e a 6 de maio do mesmo ano tocou Adagio e o Rondo de Hummel em Si menor. Em 1830, conheceu Mendelssohn e Chopin. Thalberg em 1835-36 apresentou recitais solo em Paris, e obteve grande reconhecimento. 
Em 1837, Liszt escreveu um artigo no jornal parisiense "Revue et Gazette Musicale", criticando as composições de Thalberg. Uma rivalidade surgiu entre Liszt e Thalberg. 
Em 31 de março de 1837, a princesa Cristina Belgiojoso improvisa em seu salão um "duelo" entre Liszt e Thalberg. Liszt tocou a sonata "Hammerklavier" de Beethoven, o Konzertstück de Weber e a Fantasia Niobe, de sua autoria. Thalberg tocou a Fantasia Moisés e a Fantasia sobre "God save the Queen", ambas de sua autoria. Cristina Belgiojoso declarou que "Thalberg era o maior pianista e que Liszt era único".
Thalberg seguiu para Londres e em 1838 voltou a dar concertos em Paris. No mesmo ano, apresentou-se em Leipzig, Berlim e São Petersburgo. Em 1843, casou-se com Francesca Lablache. Em 1855, tocou no Rio de Janeiro e em Buenos Aires. Em 1856, apresentou vários concertos nos Estados Unidos. Em 1863 voltou ao Brasil. Após essa turnê, aos 51 anos, Thalberg decide encerrar sua carreira. Passa a residir numa vila em Posillipo, na Itália, que havia pertencido ao pai de Francesca.  
Thalberg, o compositor, é autor de cerca de uma centena de obras. Entre elas cabe destacar suas várias Fantasias sobre temas de óperas.

## Discografia
- Grand Concerto pour le piano avec Accompagnement de l’Orchestre, f-minor, op. 5. (Francesco Nicolosi, Razumowsky Symphony Orchestra, A. Mogrelia, NAXOS 8.553701)
- 12 Etudes op. 26, Fantasie op. 33, Fantasie op. 40 (Stefan Irmer, MDG 2009)
- Fantasies on Operas by Bellini opp. 12, 10, 49, 9 (Francesco Nicolosi, NAXOS 8.555498)
- Fantasies on Operas by Donizetti opp. 68, 67, 50, 44, 66 (Francesco Nicolosi, Marco Polo 8.223365)
- Fantasies on Operas by Rossini opp. 51, 40, 63, 33 (Francesco Nicolosi, NAXOS 8.555501)
- Lacrimosa, Fantasie on Don Giovanni (Cyprien Katsaris, Klavier, SONY SK 52551)
- Apotheose & Fantasies on French Operas (Mark Viner, Piano Classics, PCL10178)
- Opera Fantasies (Mark Viner, Piano Classics, PCL0092)